# 中国昆虫学会终身成就奖
中国昆虫学会终身成就奖是中国昆虫学会于2014年起颁发的奖项，以表彰在中国昆虫学领域作出重要贡献的科学家。获奖者通常在75岁以上或从事昆虫学研究50年以上。

## 历届获奖者
| 年份             | 获奖者 | 主要研究方向         | 单位                         |
| ---------------- | ------ | -------------------- | ---------------------------- |
| 2014年（第一届） | 尹文英 | 土壤昆虫特别是原尾纲 | 中国科学院植物生理生态研究所 |
| 2014年（第一届） | 郑哲民 | 蝗虫分类学           | 陕西师范大学                 |
| 2014年（第一届） | 张芝利 |                      | 北京市农林科学院             |
| 2014年（第一届） | 范滋德 |                      | 中国科学院植物生理生态研究所 |
| 2014年（第一届） | 袁锋   | 昆虫与植物保护       | 西北农林科技大学             |
| 2017年（第二届） | 李子忠 |                      | 贵州大学                     |
| 2017年（第二届） | 李丽英 |                      | 广东省生物资源应用研究所     |
| 2017年（第二届） | 陈昌洁 |                      | 中国林业科学研究院           |
| 2017年（第二届） | 郑乐怡 | 半翅目异翅亚目分类学 | 南开大学                     |
| 2017年（第二届） | 唐觉   |                      | 浙江大学                     |
| 2017年（第二届） | 程遐年 |                      | 南京农业大学                 |
| 2017年（第二届） | 温廷桓 |                      | 复旦大学                     |
| 2019年（第三届） | 何俊华 |                      | 浙江大学                     |
| 2019年（第三届） | 胡萃   |                      | 浙江大学                     |